# Koha Jonë
Koha Jonë (alb. „Nasz czas”) – niezależny dziennik albański o tematyce polityczno-społecznej, wydawany od 11 maja 1991 r. w Lezhy. Początkowo wydawany jako gazeta lokalna, od 30 stycznia 1993 ogólnokrajowa. W okresie swojego debiutu pismo ukazywało się raz w tygodniu, miało 4 strony i nakład 2000 egzemplarzy. Od 21 sierpnia ukazywało się już dwa razy w tygodniu (wtorki i piątki). Było to pierwsze czasopismo opozycyjne, wydawane w okresie przemian ustrojowych w latach 1990–1991.
Pierwszymi redaktorami pisma byli Nikollë Lesi i Aleksander Frangaj. W 1994 osiągnął sprzedaż na poziomie 70 tys. 
W listopadzie 1992 r. rozpoczął się konflikt pisma z rządzącą w kraju Demokratyczną Partią Albanii. Powodem była publikacja artykułu nieprzychylnego przewodniczącemu Komisji Kontroli Państwa – Blerimowi Çeli. Sąd uniewinnił dziennikarzy, oskarżonych o zniesławienie. W tym czasie pismo liczyło 8 stron.
W latach 1994–1997 była najbardziej popularnym czasopismem opozycyjnym wobec rządów Salego Berishy. W styczniu 1994 r. dwaj redaktorzy pisma: Martin Leka i Aleksander Frangaj zostali aresztowani za artykuł krytykujący ministra obrony Safeta Zhulaliego. W sprawę uwolnienia dziennikarzy zaangażowały się organizacje międzynarodowe. Dzięki temu opuścili więzienie po 3 miesiącach. Pismo odegrało szczególną rolę w okresie rewolucji piramidowej, która ogarnęła Albanię w początkach 1997 r. W tym czasie nakład pisma sięgał 42 500 egzemplarzy dziennie. W okresie stanu wyjątkowego, 3 marca 1997 r., o godzinie 2 w nocy siedziba redakcji została zniszczona i spalona, wraz z dokumentacją i komputerami należącymi do redakcji przez policję. Trzy osoby, znajdujące się wówczas w redakcji przewieziono na posterunek policji, gdzie zostali poddani brutalnemu przesłuchaniu. Gazeta została zawieszona i nie ukazywała się przez 63 dni. Pismo wznowiło swoją działalność 17 kwietnia 1997, w mieszkaniu prywatnym wydawcy. Po kradzieży samochodów należących do redakcji pismo znalazło się na skraju bankructwa. Dzięki pomocy włoskiej udało się przywrócić normalne funkcjonowanie KJ. W tym czasie każdy numer pisma zawierał 32 strony.
W 2002 pismo po raz kolejny stało się obiektem ataku, po zamieszczeniu serii artykułów, zawierających krytykę premiera Ilira Mety. Tym razem skończyło się na serii kontroli finansowych w redakcji pisma.
W 2008 pojawiło się po raz pierwsze wydanie internetowe czasopisma. Pod patronatem "Koha Jone" powstały stacje telewizyjne: TV Koha i TV Klan, a także czasopismo sportowe – Sport Express.